# Algemene Begraafplaats Crooswijk

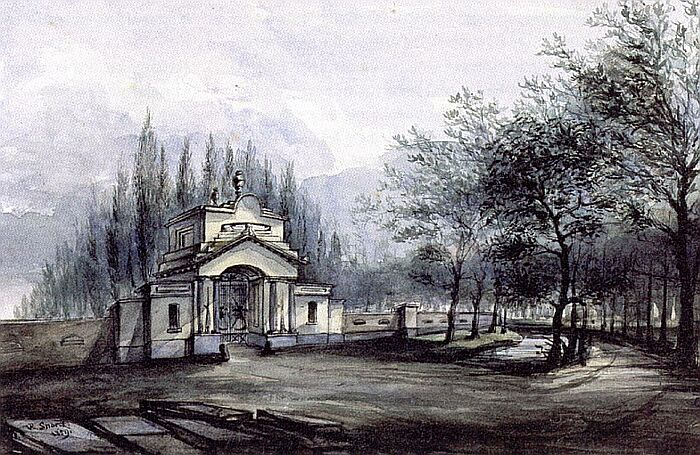
Voormalige ingang uit 1832, op een tekening uit 1859

De Algemene Begraafplaats Crooswijk is een begraafplaats te Rotterdam, in de wijk Crooswijk. De begraafplaats is gelegen aan een bocht van de Rotte, op de linkeroever. Zij werd in juli 1832 in gebruik genomen. De begraafplaats was toen nog niet klaar, maar door een cholera-epidemie had Rotterdam een groot aantal doden te begraven.
Tot de negentiende eeuw was het de gewoonte dat de doden in en rond kerken begraven werden. In 1827 werd het begraven binnen de bebouwde kom verboden. De Rotterdamse stadsarchitect Pieter Adams ontwierp daarom een nieuwe begraafplaats op het terrein van de buitenplaats het Huis te Krooswijck. Aan de Rotte werd een neoclassicistische toegangspoort ontworpen. Sinds 1915 is een nieuwe entree in gebruik aan de Kerkhoflaan.
Bij de sloop van de Waalse kerk te Rotterdam in 1922 werden de stoffelijke resten van degenen die daar begraven lagen overgebracht naar deze begraafplaats in Crooswijk. Hiervoor is een grafmonument op de begraafplaats aanwezig.
Nadat in 1940 de Laurenskerk was gebombardeerd zijn ook van daaruit stoffelijke resten en zerken overgebracht naar Begraafplaats Crooswijk.
Begraafplaats Crooswijk heeft een apart gedeelte ingericht voor begrafenissen van de sterk gegroeide islamitische bevolking. Hier kunnen doden binnen 36 uur begraven worden.
De treurbomen in het park symboliseren het verdriet. Ze zijn herkenbaar aan de hangende takken. Zo is daar de treuriep, de treurbeuk, de treurwilg en de treurberk.
De Algemene Begraafplaats Crooswijk is een Rijksmonument.

## Monument "Het illegale graf"

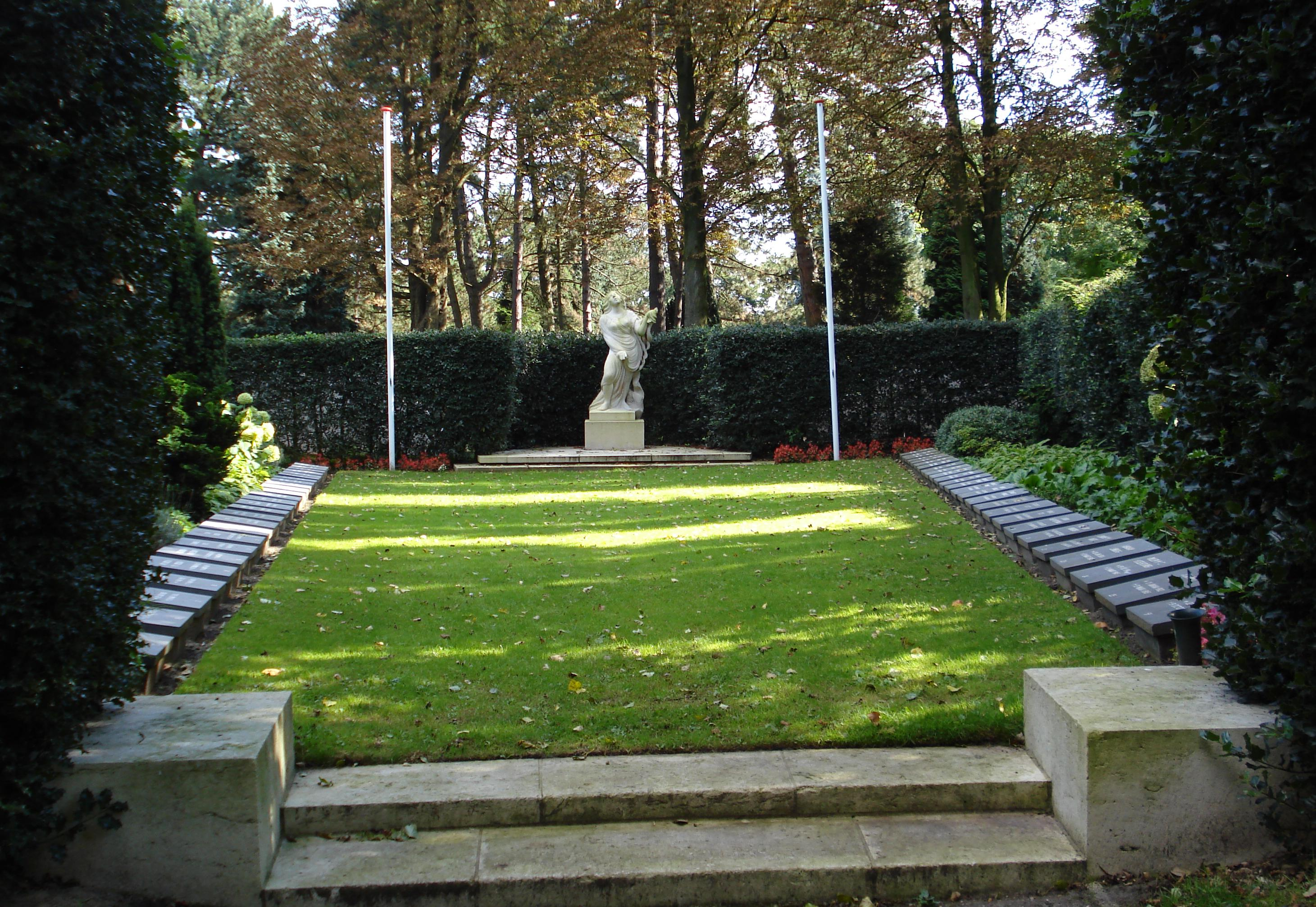
"Het illegale graf"

Vak D wordt gesierd door een treurende vrouwenfiguur in Frans kalksteen ontworpen door Kees Schrikker. Hier worden 52 mensen uit het verzet herdacht, onder anderen:
- Hantje de Jong, predikant te Rotterdam
- Frits Ruys, verzetsstrijder
- Marinus van der Stoep, verzetsstrijder
- Koos van der Weijden, medewerker Hortus Leiden, verzetsstrijder

Alle namen staan vermeld in het slachtofferregister van de Oorlogsgravenstichting.

## 600 City of London Squadron
In de meidagen van 1940 hebben Engelse piloten vliegveld Waalhaven gebombardeerd dat toen reeds in handen van de Duitsers was. Hierbij kwamen zeven vliegeniers om het leven. Vier van hen zijn begraven op Crooswijk : Kidd, Isaacs, Moore en Wells. De graven van Anderson en Hawkins liggen in Spijkenisse en het graf van Echlin in Piershil.

## Militair ereveld Crooswijk
Vak P is het militaire ereveld ook wel erehof genoemd, ingewijd op 30 mei 1940. Hier liggen 115 Nederlandse militairen begraven. 110 van hen vielen in de omgeving van Rotterdam in de meidagen van 1940.  Vier kwamen om in Duitse krijgsgevangenschap, het 115e slachtoffer is een militair gesneuveld in Nederlands Nieuw-Guinea in 1962 hier herbegraven. Op dit ereveld bevindt zich het Monument vallende man, een creatie van Cor van Kralingen.
Alle namen staan vermeld in het slachtofferregister van de Oorlogsgravenstichting.

## Militair ereveld van het Gemenebest

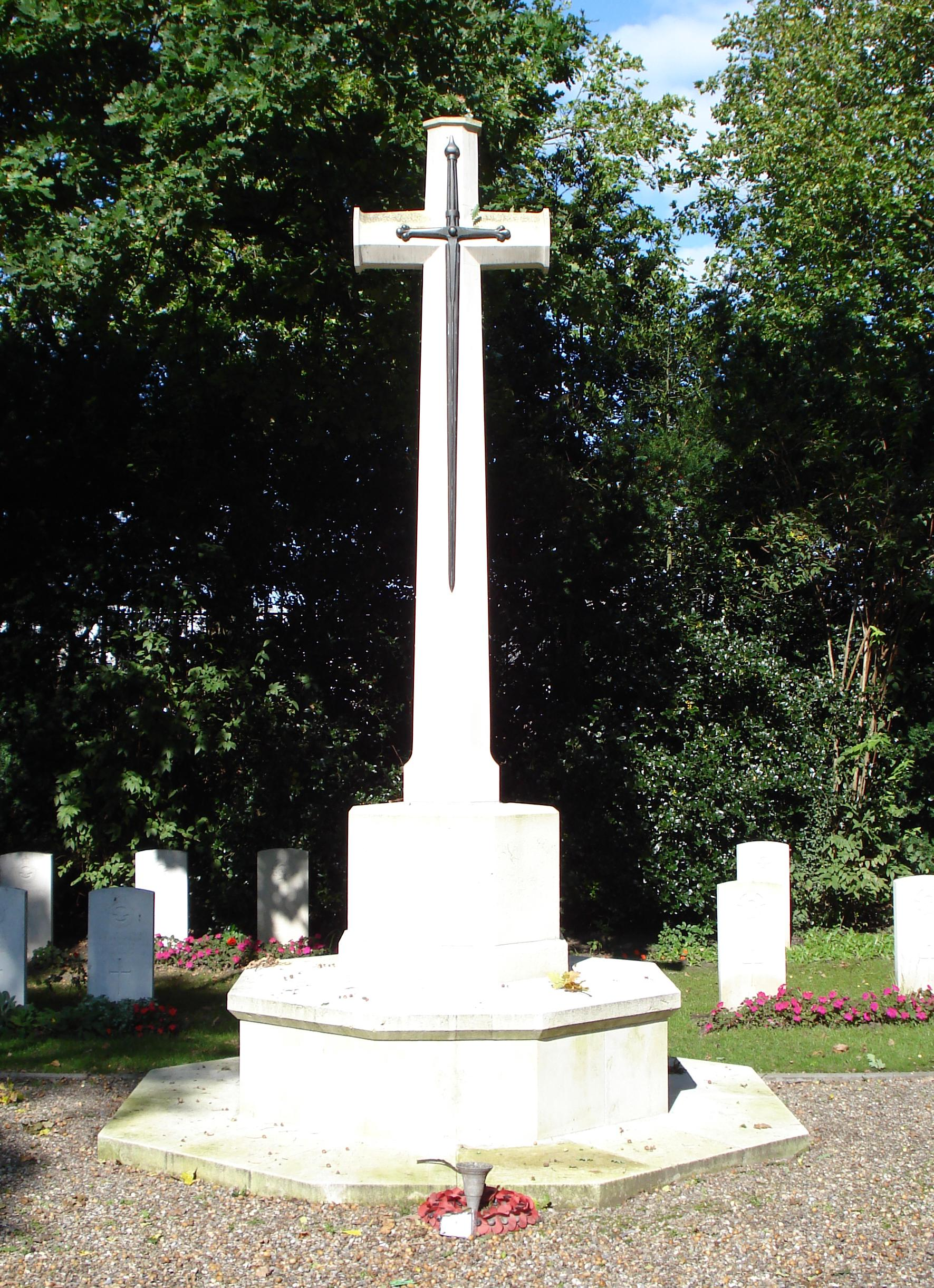
Cross of Sacrifice bij de oorlogsgraven van het Gemenebest

In mei 1941 werd een deel van de begraafplaats, nabij het Nederlandse ereveld, bestemd voor gesneuvelden van de geallieerde strijdkrachten.
Britse vliegeniers die in de omgeving en elders op de begraafplaats lagen, alsmede latere gesneuvelden werden daar begraven.
De bevolking van Rotterdam verzorgde deze graven en legde bloemen.
De graven van Duitsers werden genegeerd, tot woede van de Duitse bezetters.
In mei 1943 werden de geallieerde graven verplaatst naar de verste uithoek van de begraafplaats, en afgezet met houten hekken; een tijdlang stond er een schildwacht om bezoekers te weren.
Uit het Gemenebest liggen er 124 doden uit de Tweede Wereldoorlog. Van vijf is de identiteit onbekend.
Verder liggen er vijf Polen. Elders op de begraafplaats ligt één Britse dode uit de Eerste Wereldoorlog (1914-1918).
Er staat een herdenkingskruis (Cross of Sacrifice) naar ontwerp van Sir Reginald Blomfield.
Het is uitgevoerd in natuursteen, en er is een bronzen zwaard op aangebracht.
De Commonwealth War Graves Commission is verantwoordelijk voor dit deel van de begraafplaats.

## Herbegraven
Na de sloop van de oude Waalse kerk van Rotterdam in oktober 1922 zijn grafresten overgebracht naar de algemene begraafplaats Crooswijk. Een gedenksteen laat weten dat het onder meer om Pierre Bayle en Pierre Jurieu gaat.

## Graven
Op Begraafplaats Crooswijk zijn de slachtoffers van de bombardementen van 1940 en 1943 begraven. Daarnaast zijn hier onder anderen begraven:

### A
- Gerrit van As, verzetsstrijder (overl. 1942)
- Pieter van As, verzetsstrijder (overl. 1942)

### B
- Pierre Bayle (1647-1706), filosoof
- Ferdinand Blumentritt, muzikant (overl. 1903)

### D
- Bernard Diamant, koordirigent, muzikant (overl. 1936)
- Herman Gerrit Jacobus van Doesburgh, predikant (overl. 1874)
- Mr. Leendert Antonie Donker, minister (overl. 1956)

### E
- Oscar Eberle, cellist(overl. 1943)

### F
- Marinus Flipse, pianist (overl. 1997)

### H
- Cees van Hasselt, voetballer, eerste bondscoach van het Nederlands elftal (overl. 1951)
- Johannes Gerardus Heijberg, schilder (overl. 1952)
- Sara Heijberg-Ledeboer, schilder (overl. 1952)
- Arie Heijkoop, vakbondsman en politicus (overl. 1929)
- Mevrouw P.E. Herfst-Braams, alias Opoe Herfst, oudste inwoner van Nederland, overleden in 1948, 106 jaar oud

### J
- Frederik Bernard s'Jacob (1850-1935), burgemeester van Rotterdam
- Pierre Jurieu (1637-1713), predikant en hoogleraar.

### K
- Ds G.H. Kersten, SGP-voorman (overl. 1948) Predikant Gereformeerde Gemeente Rotterdam-Centrum (Boezemsingel) van 1912-1916 en van 1922-1948.
- Jevhen Konovalets, Oekraïense politicus, legerleider en voorman van de Organisatie van Oekraïense Nationalisten (overl. 1938)

### L
- Christiaan Lindemans, alias King Kong, dubbelspion (overl. 1946)
- J.H. Landwehr, gereformeerd predikant (1864-1930). Heeft de eerste steen gelegd van de Bergsingelkerk te Rotterdam. Schreef diverse kerkhistorische boeken o.a. een biografie over dominee L.G.C. Ledeboer (1808-1863)

### M
- Alexander van Maasdijk, kunstschilder (overl. 1931)

### N
- Frederik Nachtweh, kunstschilder (overl. 1941)

### O
- Leo Ott (1898-1987), muzikant, schrijver en journalist

### P
- Adriaan van der Plas, beeldhouwer (overl. 1974)
- Arie van der Pluym, motorcoureur (overl. 1934)

### R
- Ds. Lubertus Rijksen (1902-1969), Predikant der Gereformeerde Gemeente te Rotterdam-West (1956 tot 1969), locatie W. van Zuylenstraat
- Charles Rochussen (1814-1894), kunstschilder en bestuurder

### S
- Willem Schuiling, militair, marineofficier en ridder in de Militaire Willems-Orde vierde klasse (overl. 1944)
- J.H. Speenhoff, zanger (overl. 1945)
- Hendrik Spiekman, letterzetter, journalist, politicus en medeoprichter van de Sociaal Democratische Arbeiders Partij (SDAP)
- Cornelis Swarttouw sr., havenondernemer
- Prof. dr. Sillevis Smitt
- Willy Schootemeijer, componist van marsmuziek, o.a "K.L.M. Mars" en het lied "Ik hou van Holland"
- Frantisek Skroup ( 1801 - 1862 ) dirigent aan de opera te Rotterdam en componist van het Tsjechische volkslied

### T
- Marie Taverne, sopraan (overl. 1931)
- Cornelis van Traa, stedenbouwkundige (overl. 1970)

### V
- Arie van Veen, ondernemer, karikaturist en auteur (overl. 1928)
- Karel van Veen, kunstschilder (overl. 1988)

### W
- Michiel Wielema, filosoof, vrijdenker, vertaler (overl. 2018)

### Z
- Michaël Zeeman, schrijver, dichter, literatuurrecensent en televisiepresentator (overl. 2009)
- A.R. Zimmerman, burgemeester (overl. 1939)
- Dirk Jansz Zwart, musicus, zoon van de organist Jan Zwart (overl. 2002)

## Foto's

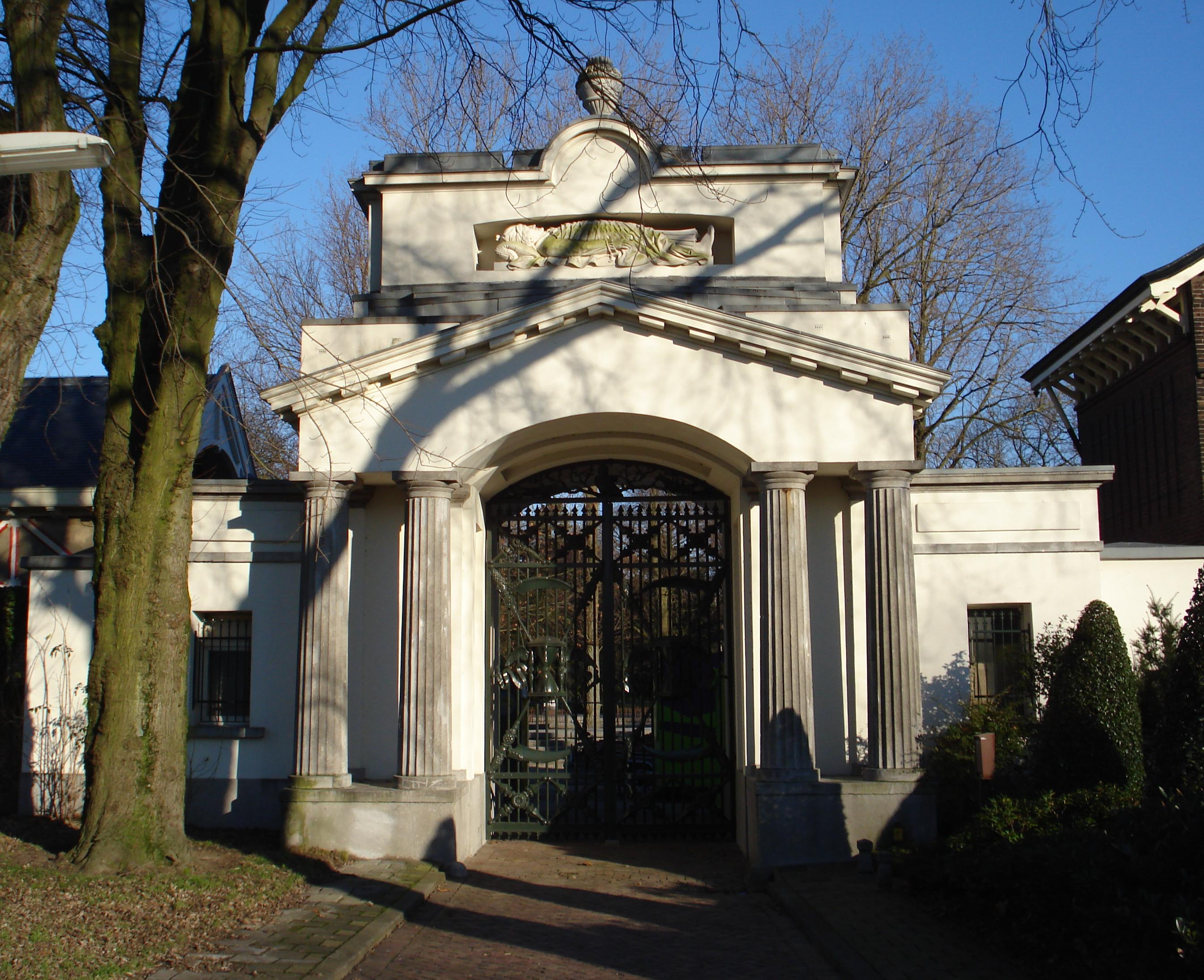
Oude poortgebouw
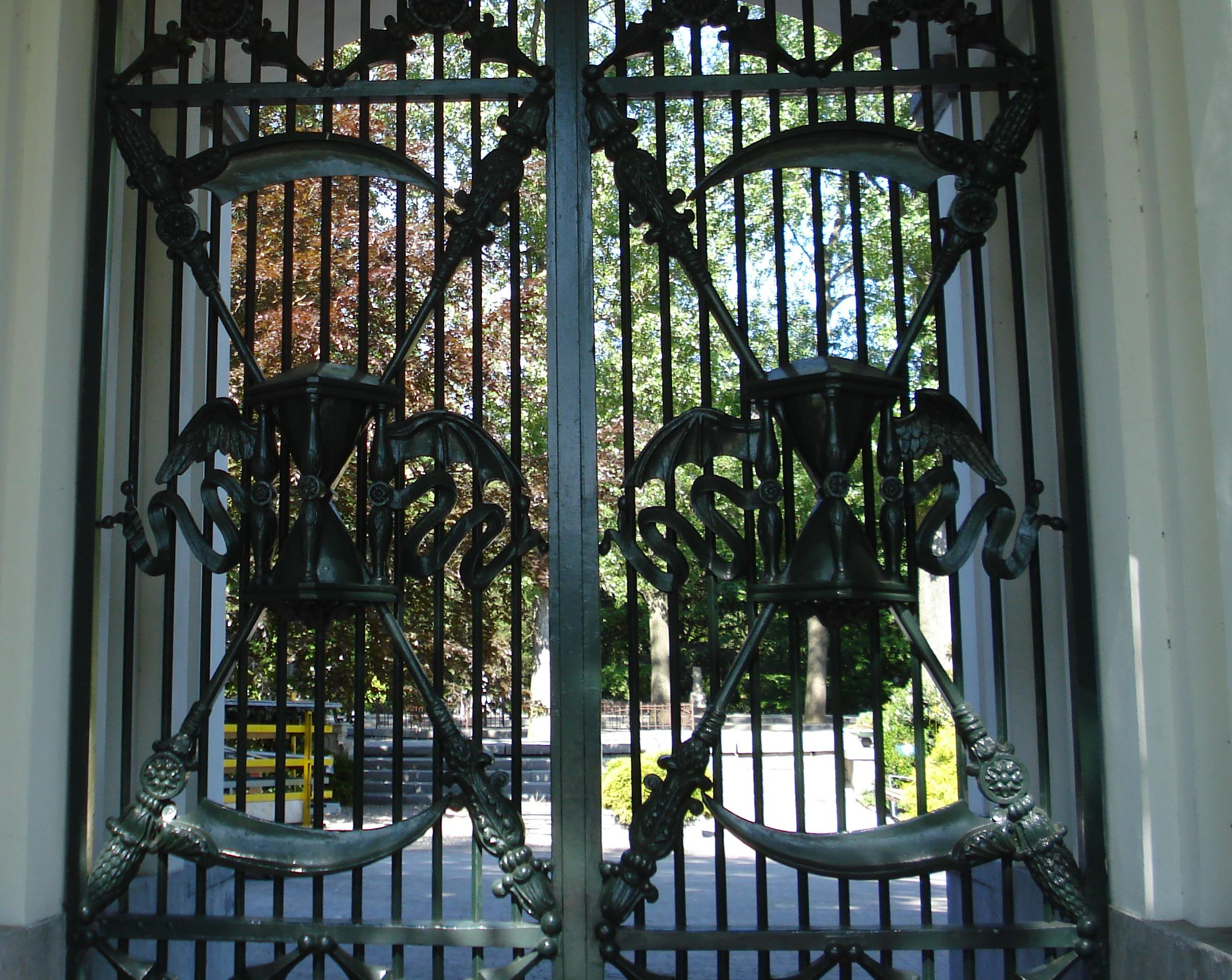
Oude poortgebouw, detail
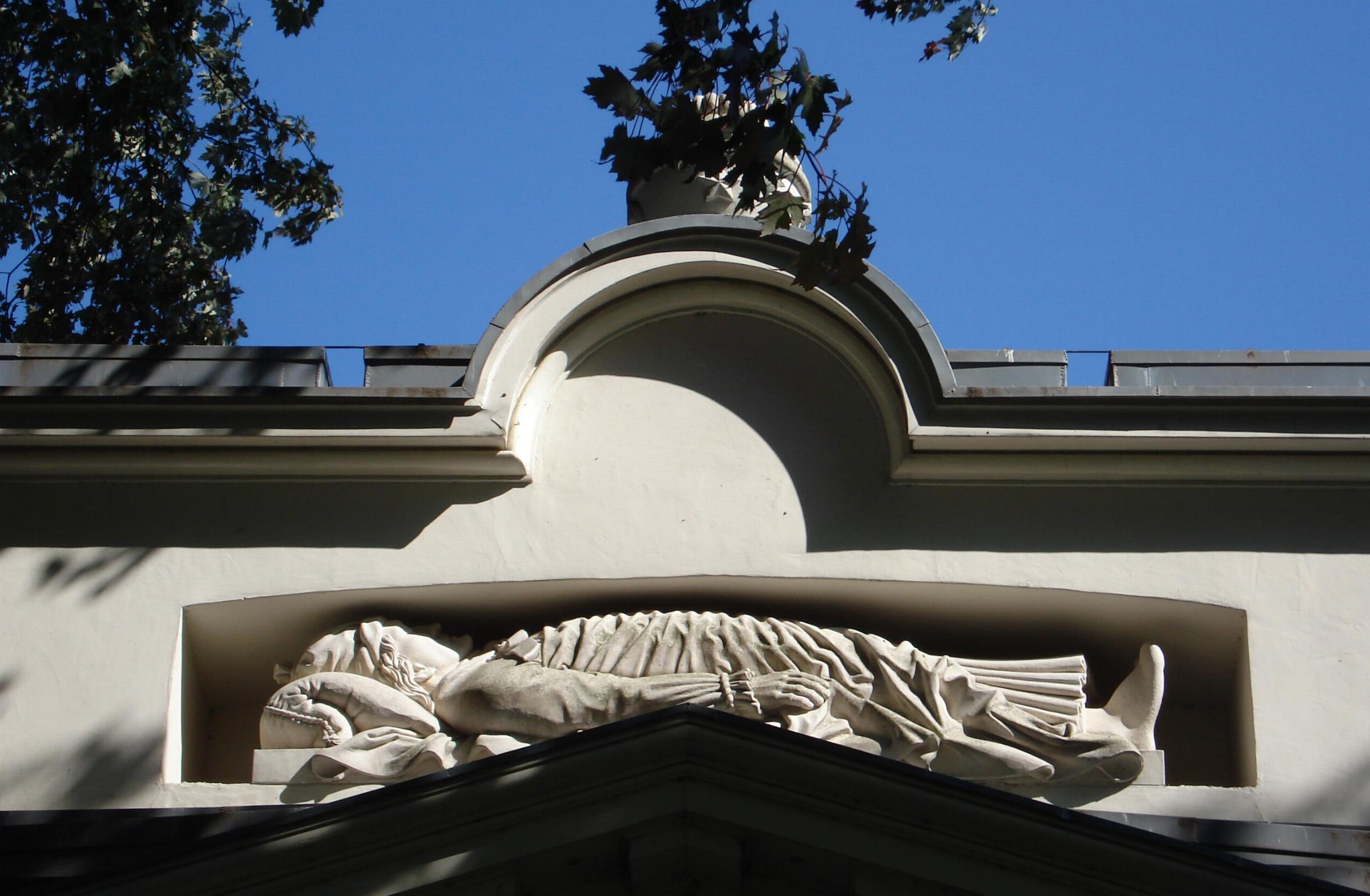
Oude poortgebouw, detail
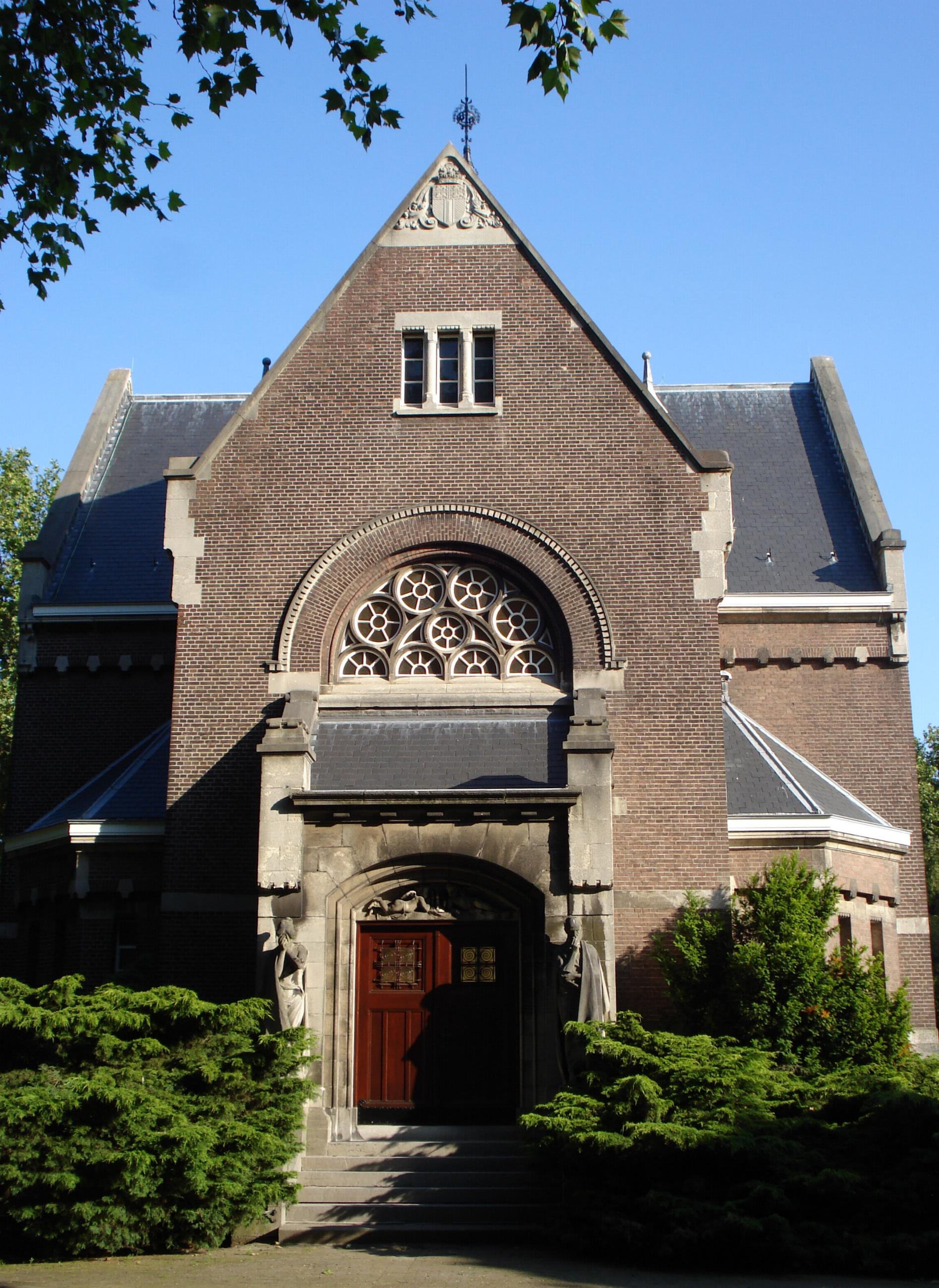
Aula
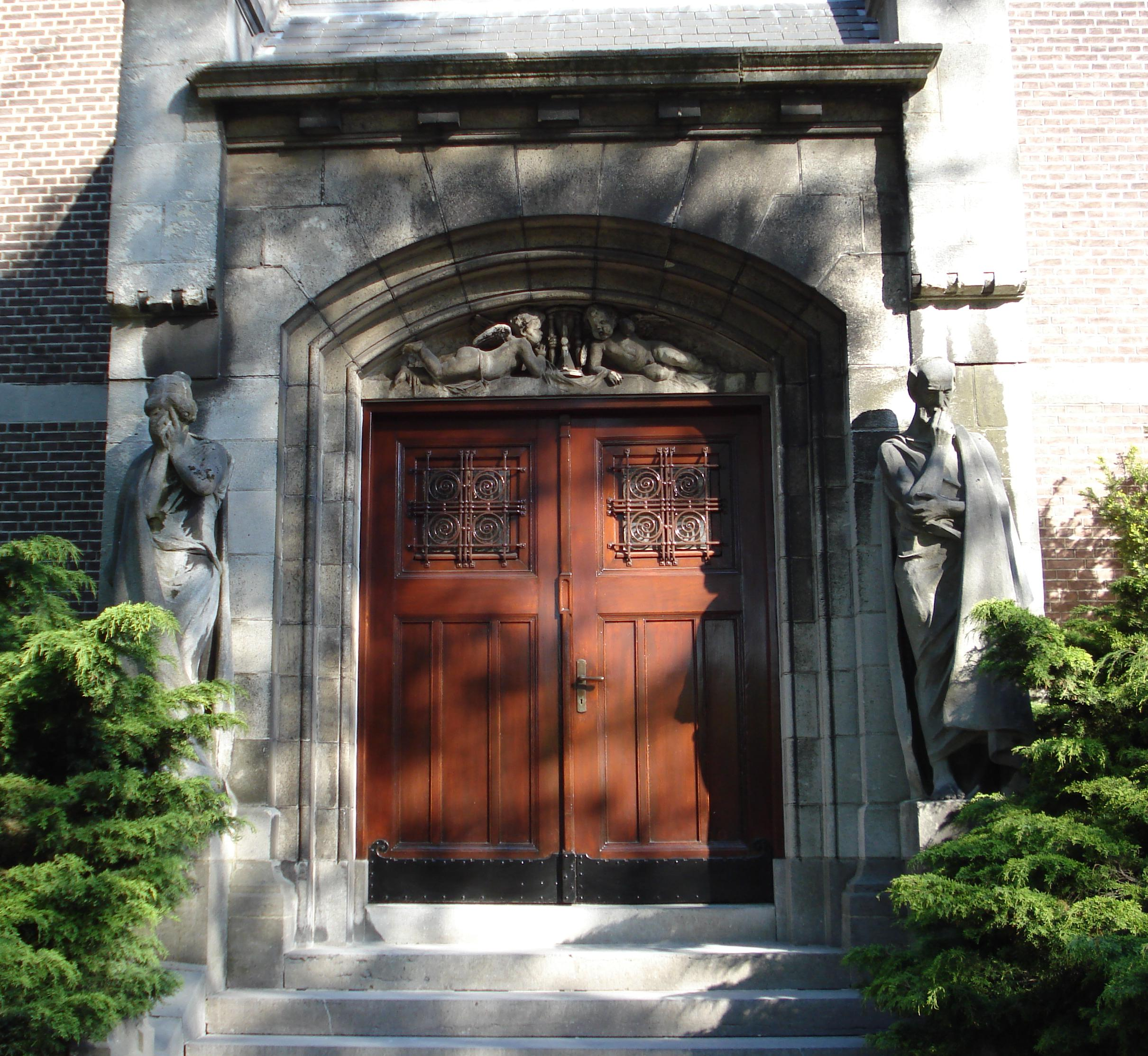
Aula, detail: weenster en denkster
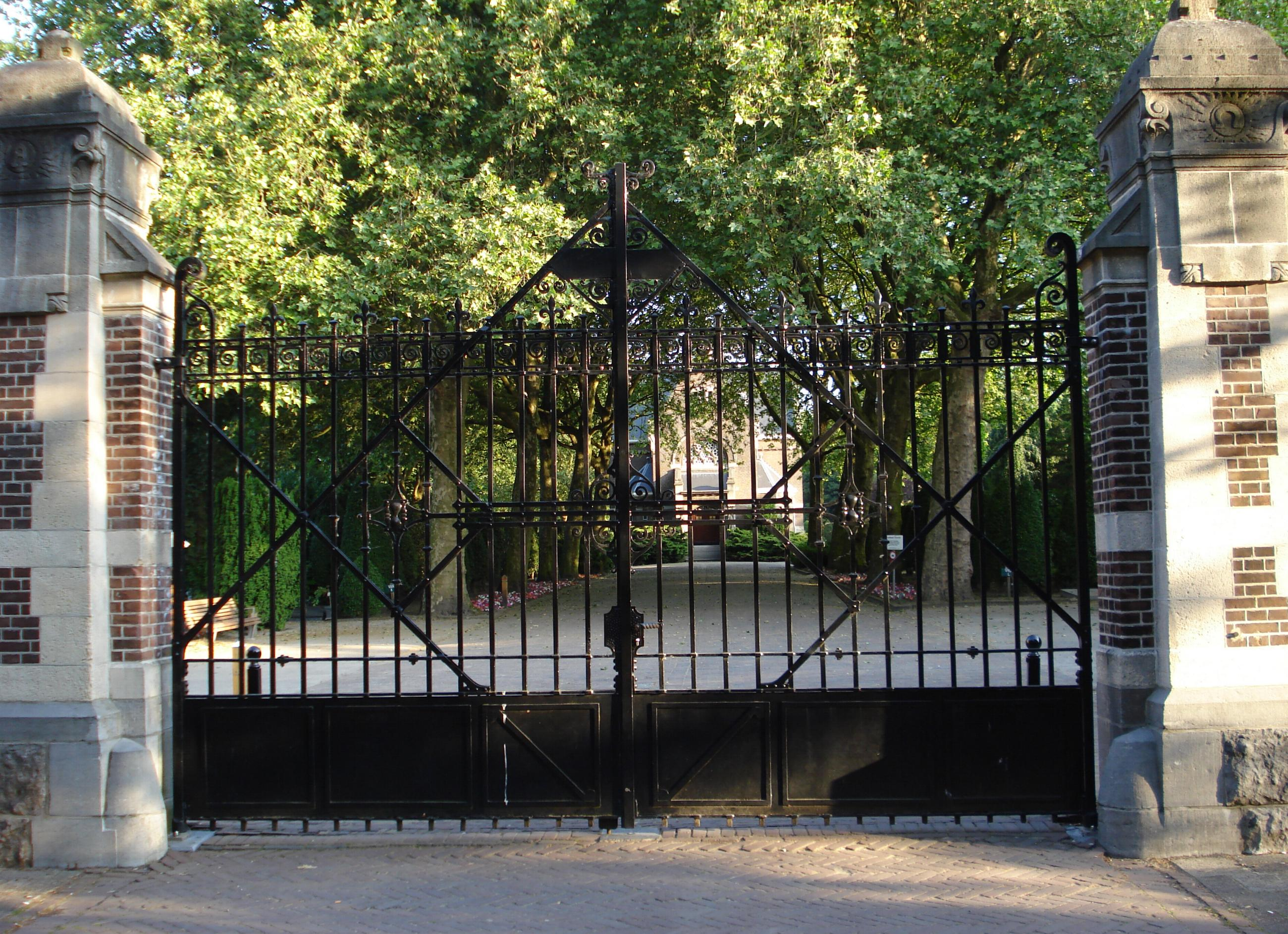
Huidige ingang
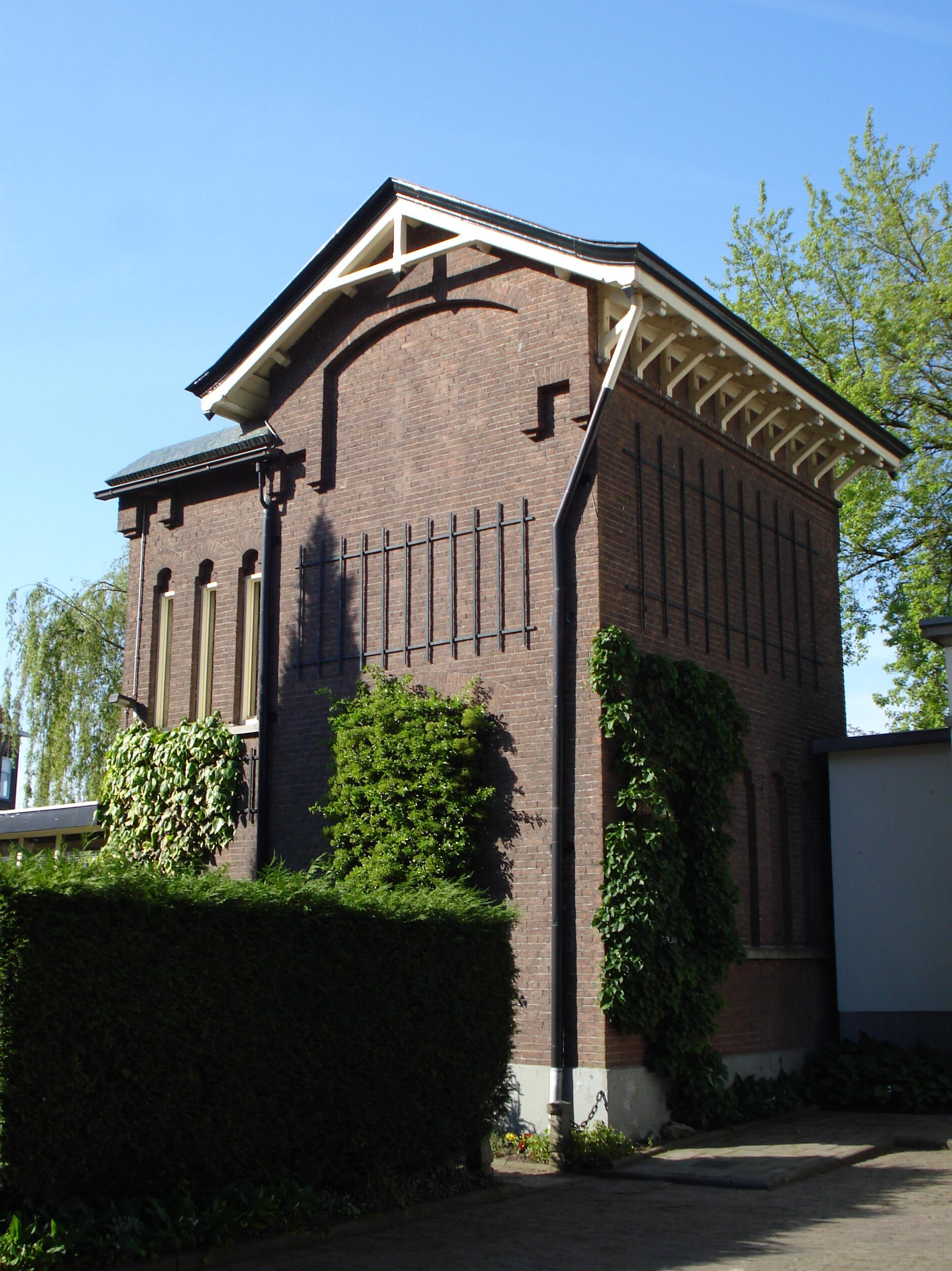
Drenkelingenhuisje
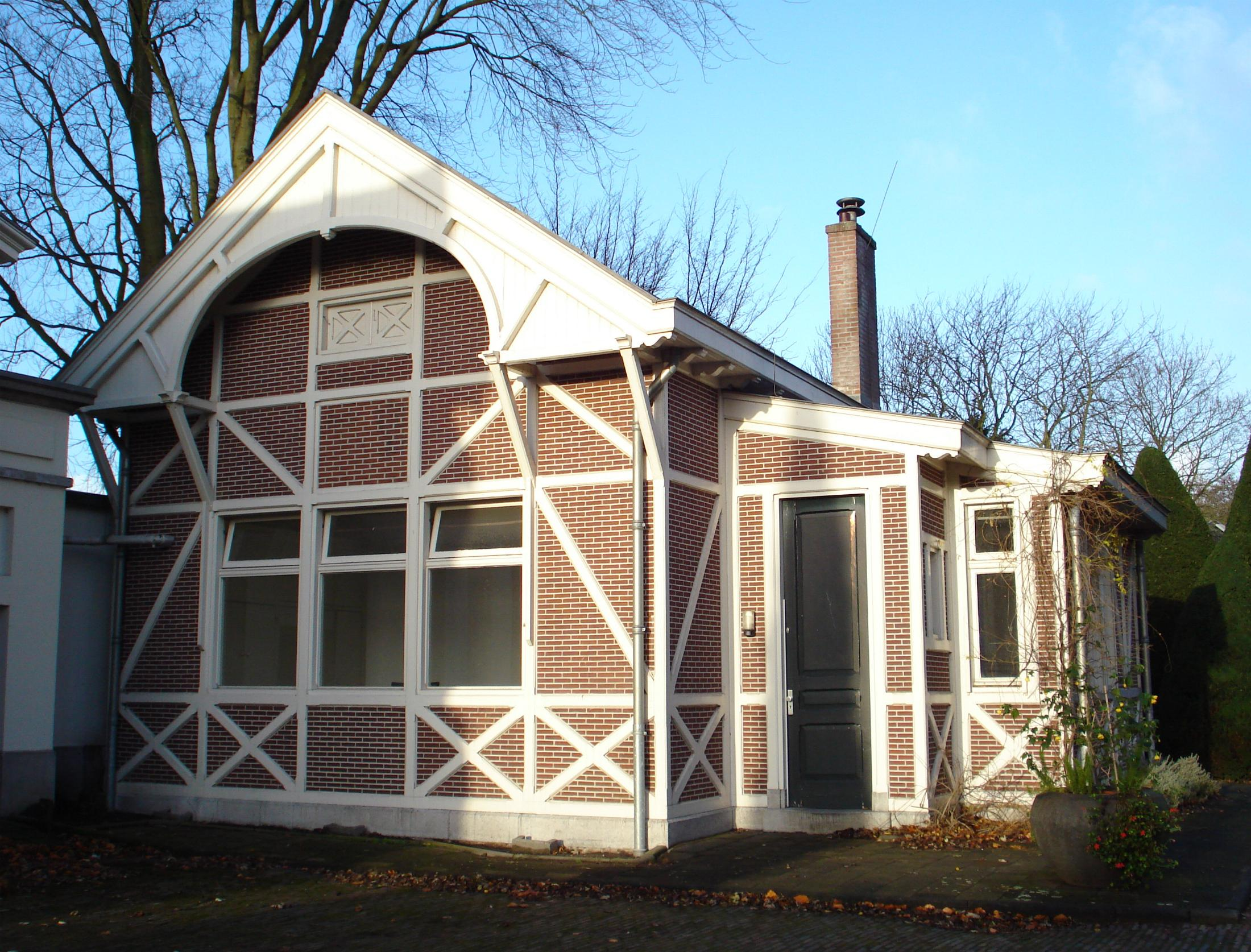
Wachtlokaal
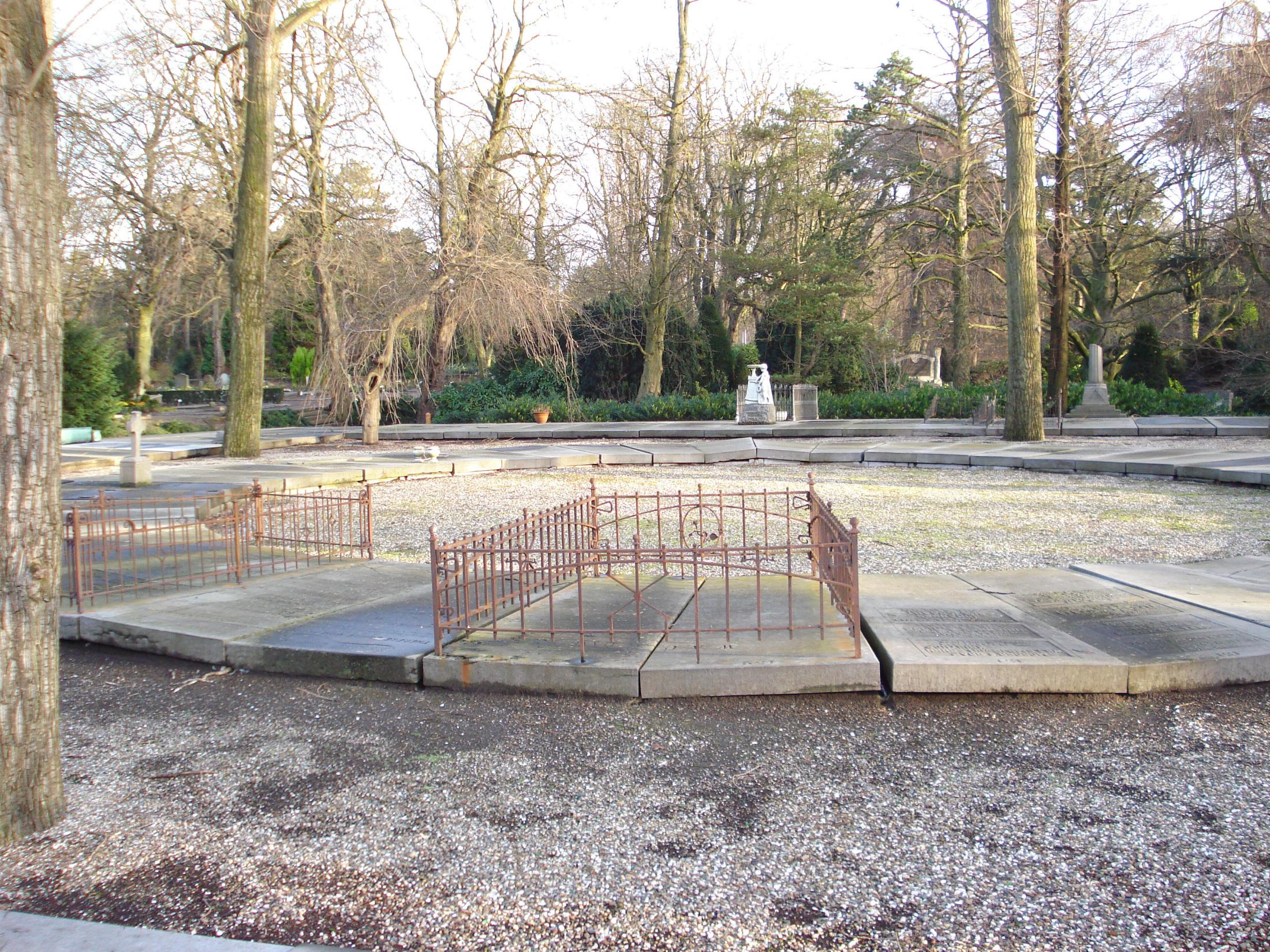
Grafheuvel
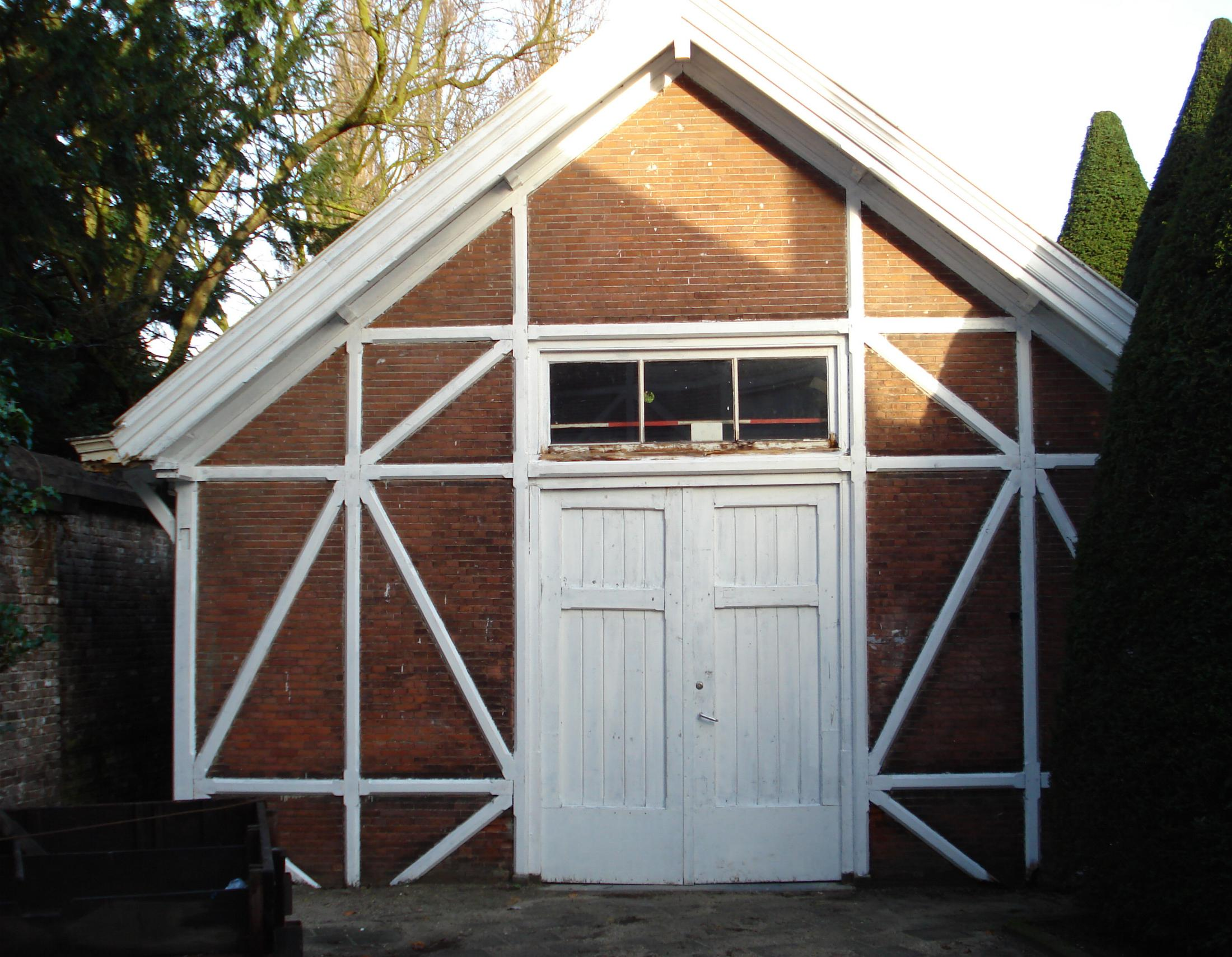
Baarhuisje
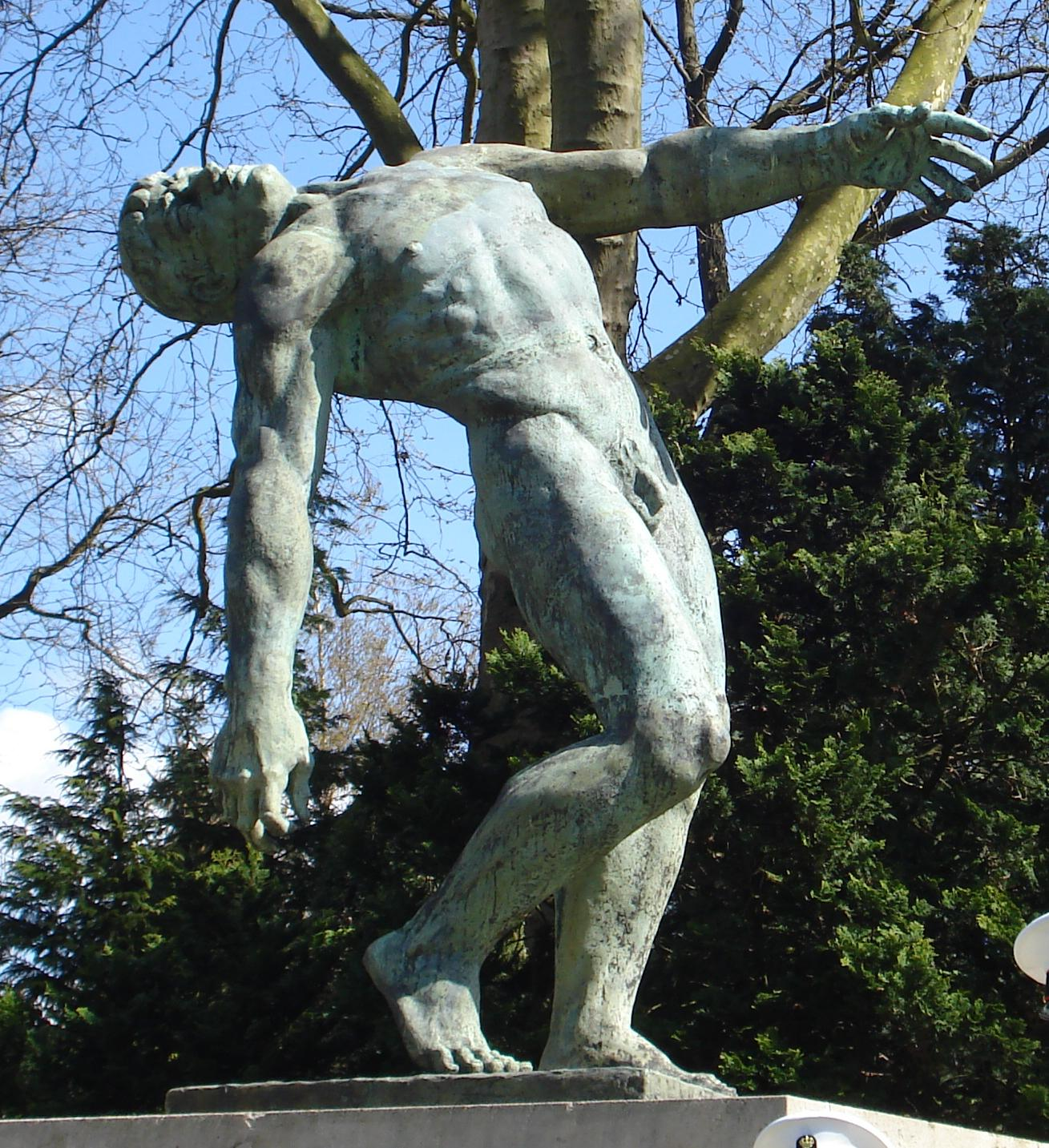
Monument "Vallende man"
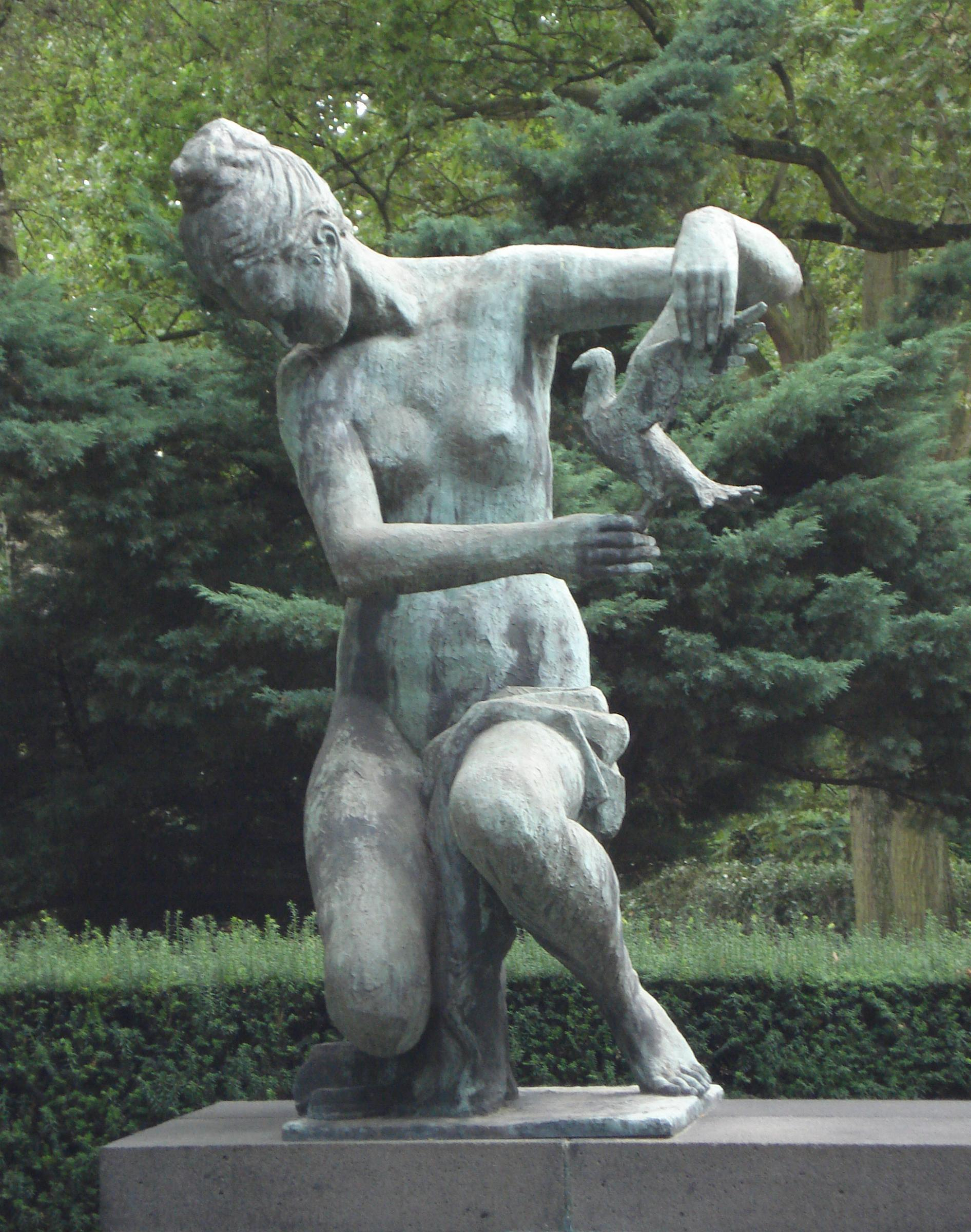
Monument "Knielende vrouw met duif"
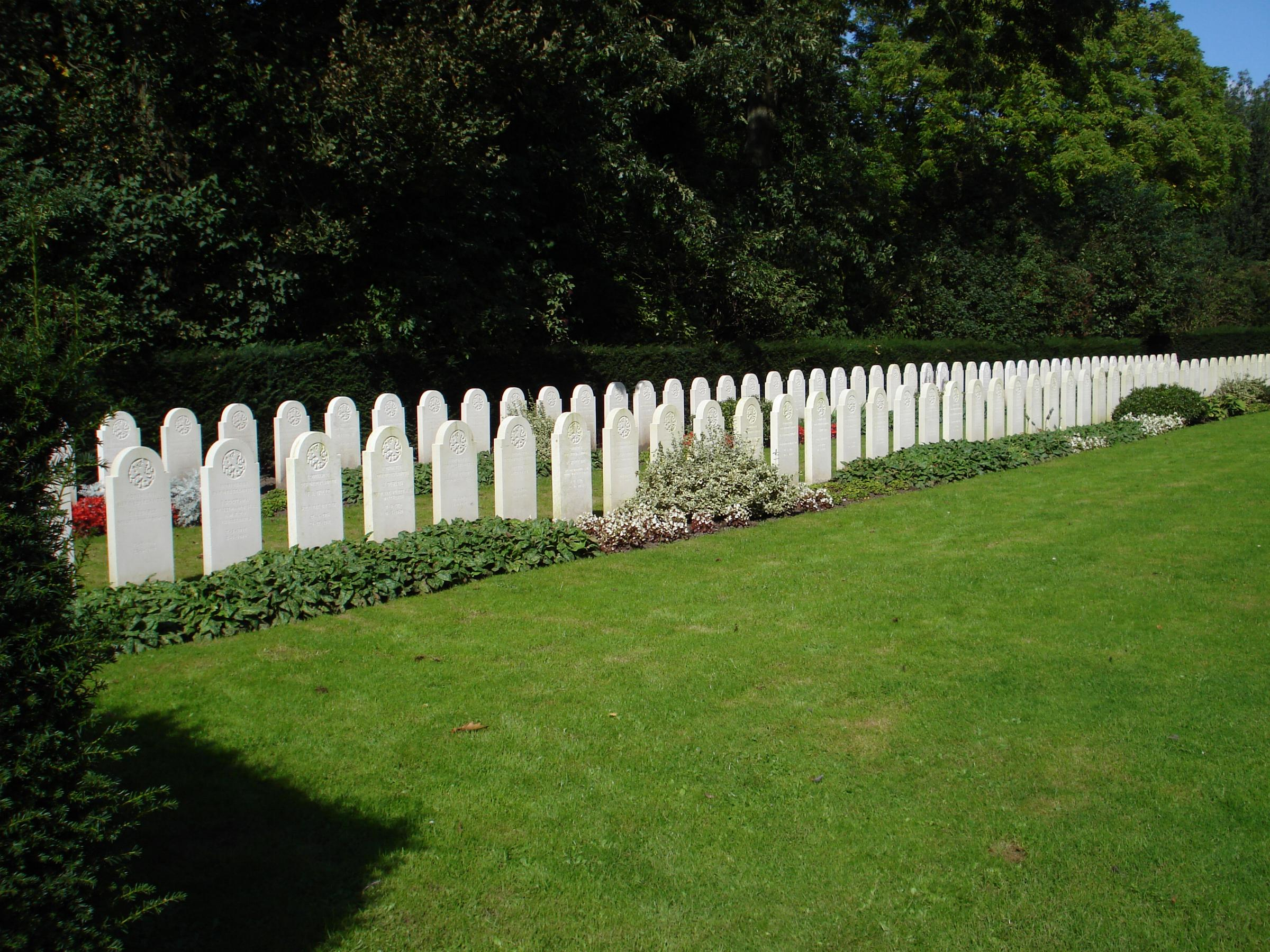
Erehof Nederlandse militairen
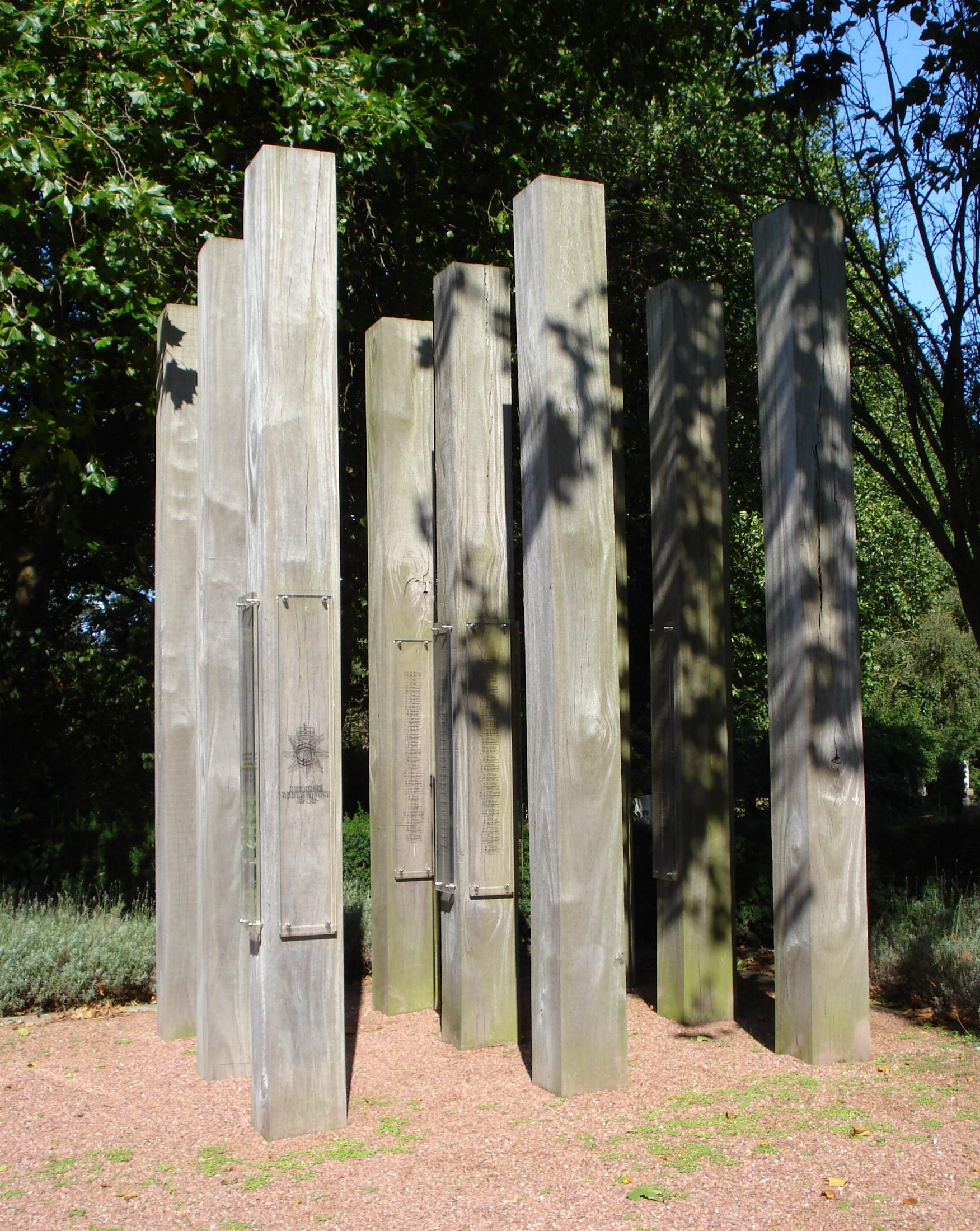
Indië monument
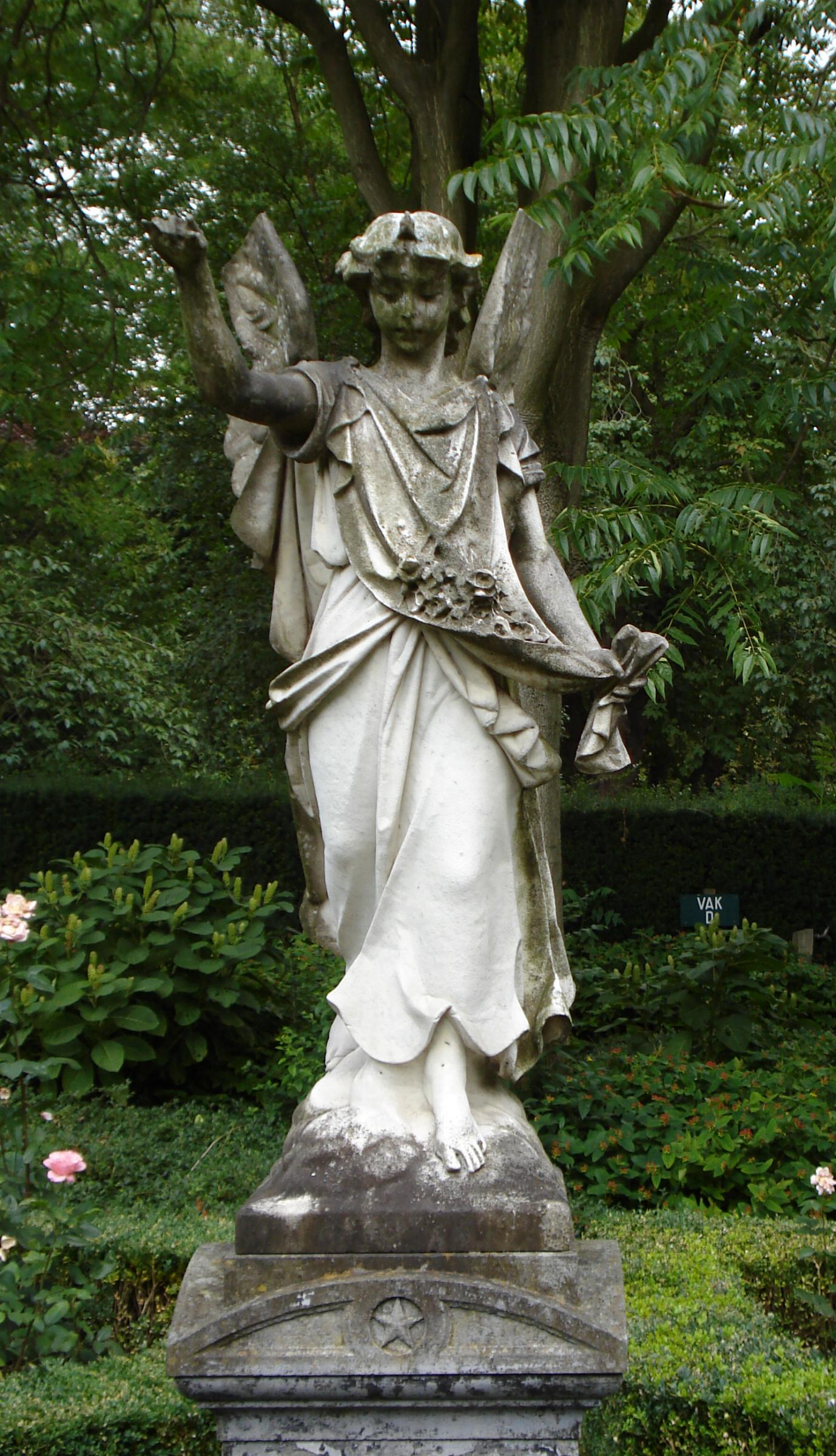
Strooiende engel
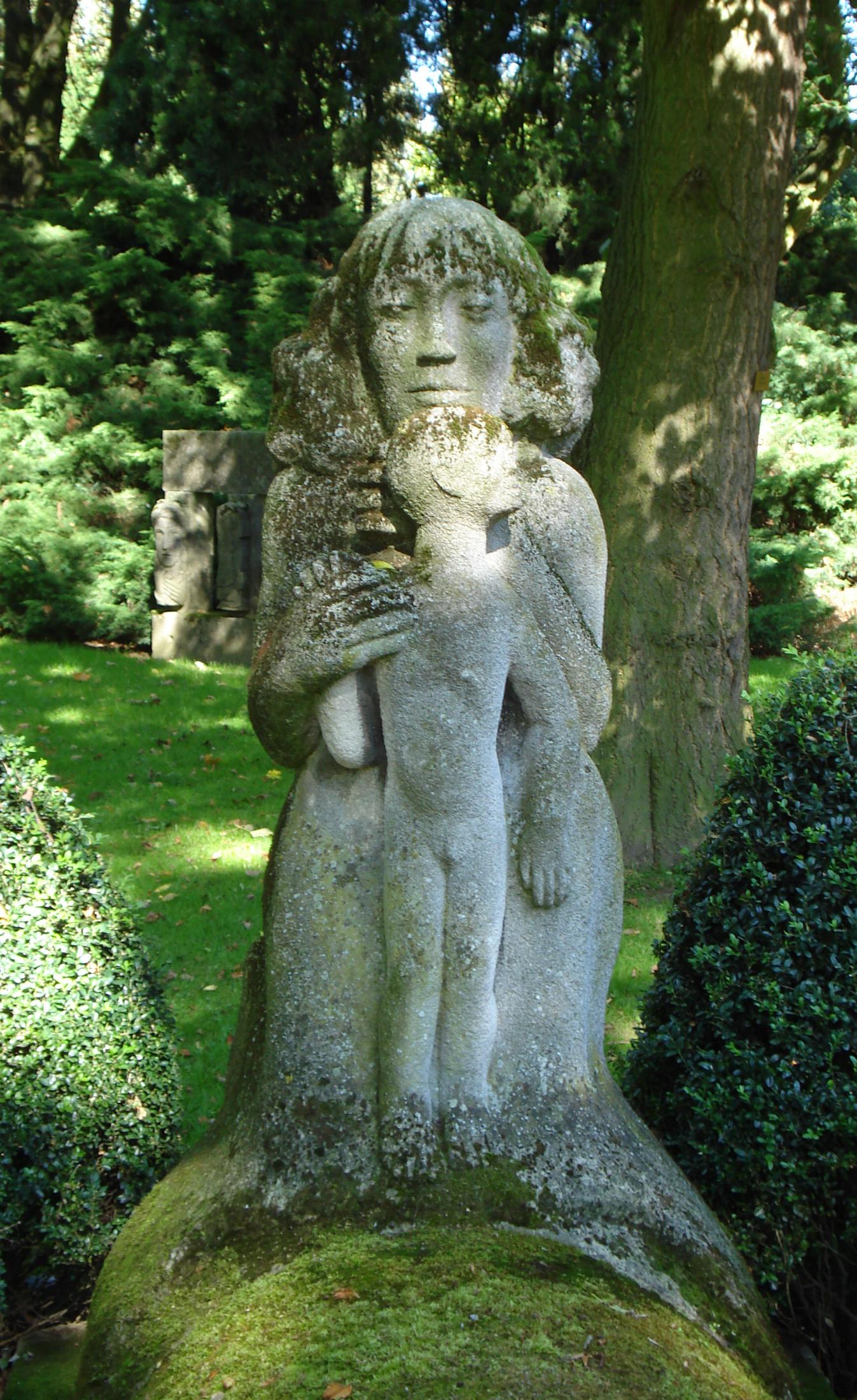
Moeder en kind
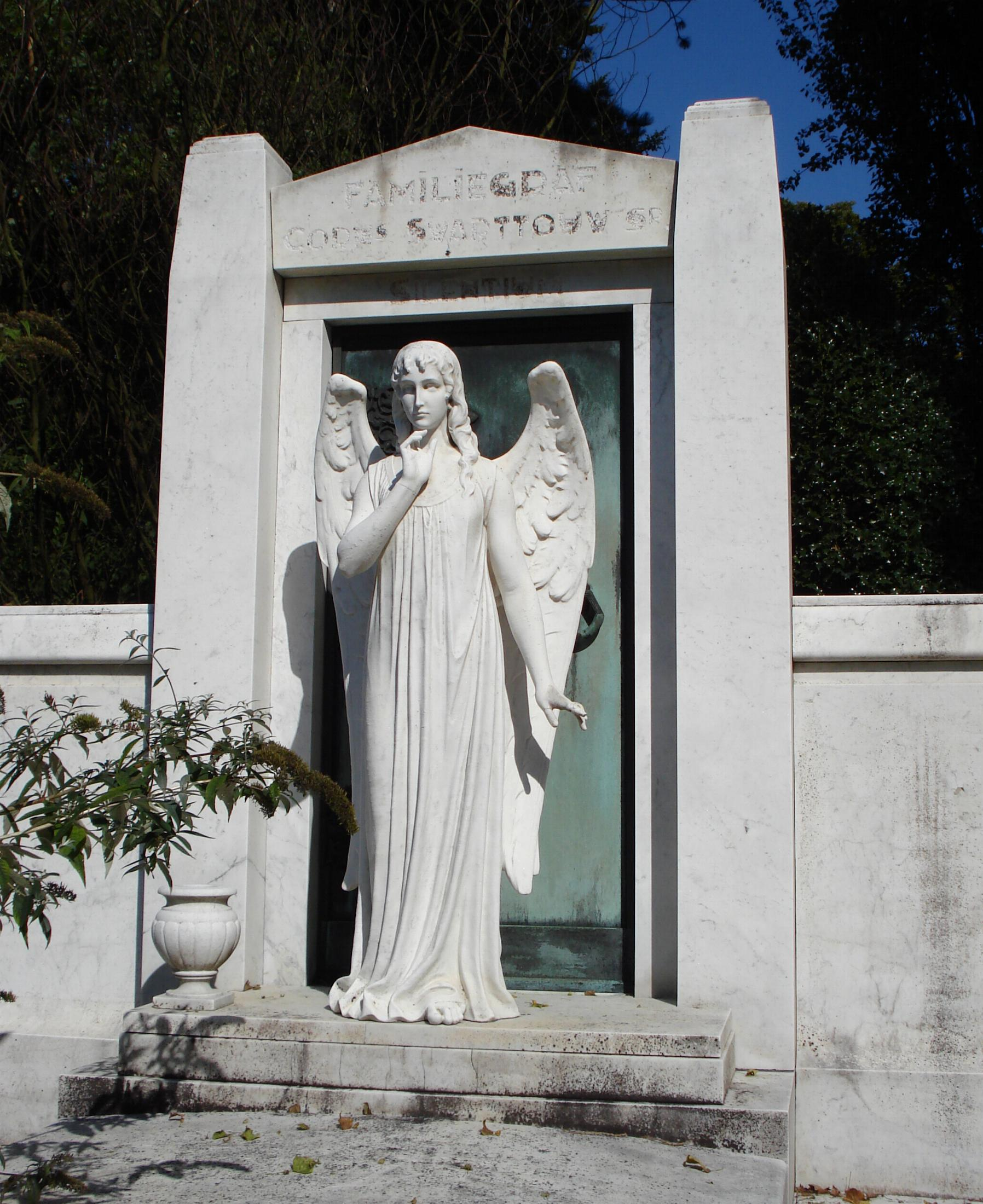
Graf van Swarttouw
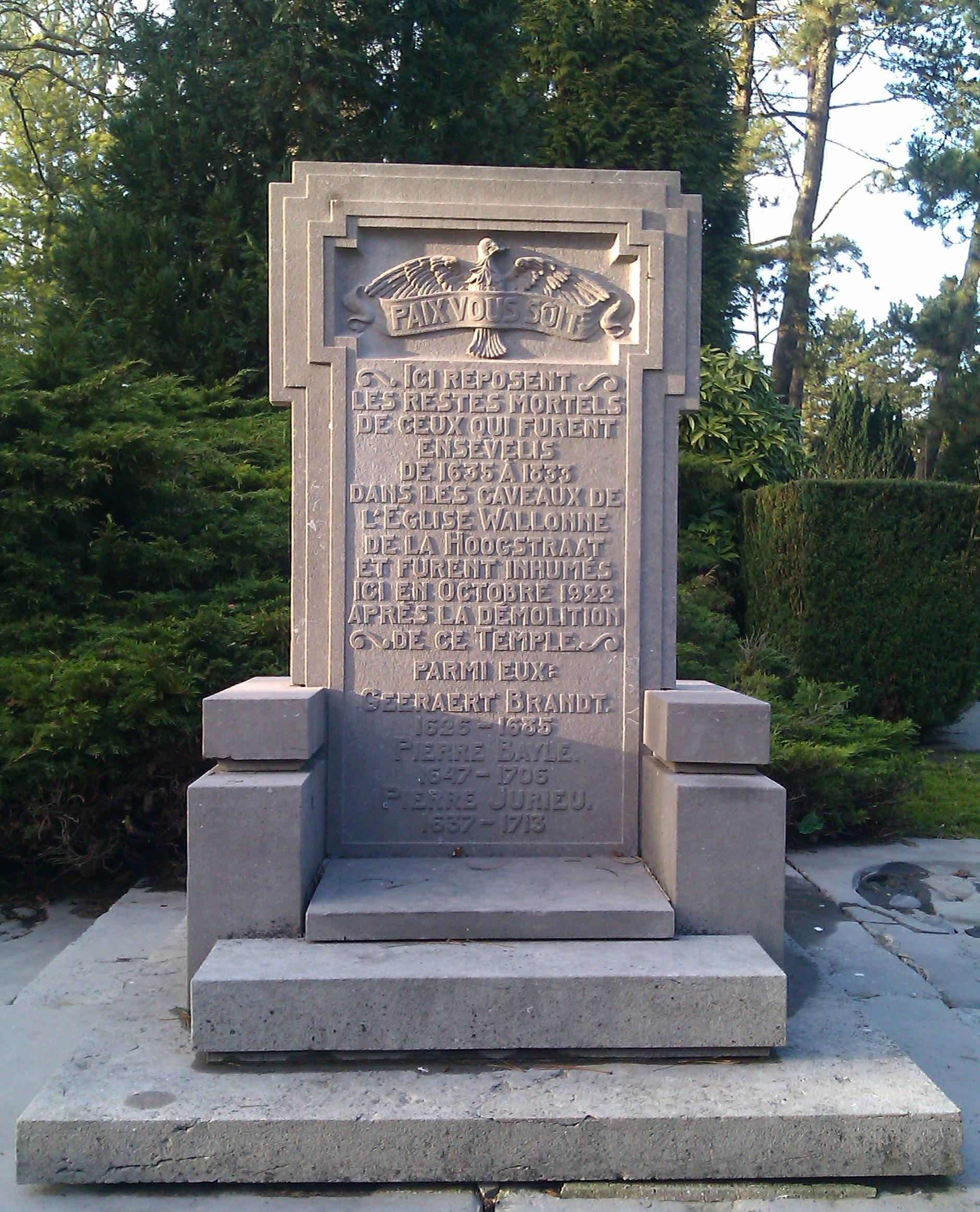
Gedenksteen Waalse graven